# Cattività

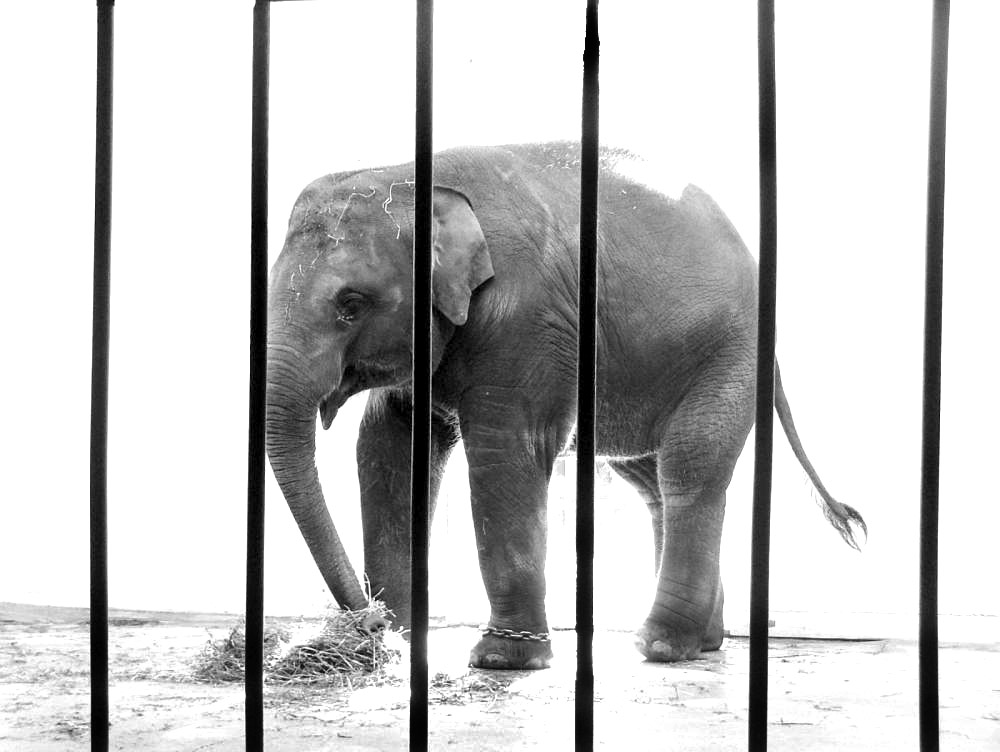
Elefante in cattività

La cattività è la condizione degli animali che vengono segregati dal loro ambiente naturale. Il termine "cattività" è solitamente applicato agli animali selvatici confinati dai loro simili, ma allude anche, più in generale, a quelli domestici, da bestiame o allevamento, a quelli destinati agli zoo, e anche a quelli finalizzati agli esperimenti scientifici. Pertanto, la cattività degli animali dipende da una serie di esigenze, finalità e condizioni.

## Storia
Sin dall'antichità l'uomo interagisce con gli animali per motivi utilitaristici. In passato, le dimore di vari uomini facoltosi e aristocratici disponevano di gabbie all'interno delle quali vivevano animali esotici. In taluni casi, a causa dell'aggressività e l'incompatibilità di alcune specie con gli esseri umani, il tentativo di accudire altri esseri viventi selvatici si è rivelato fallimentare, ed è stato possibile tenere in cattività alcuni animali soltanto negli zoo. Benché questi ultimi siano stati più volte criticati per aver fatto vivere delle specie lontano dal loro habitat naturale, essi asseriscono di voler tutelare gli animali per permetterne la proliferazione e per motivi didattici.

## Effetti negativi della cattività

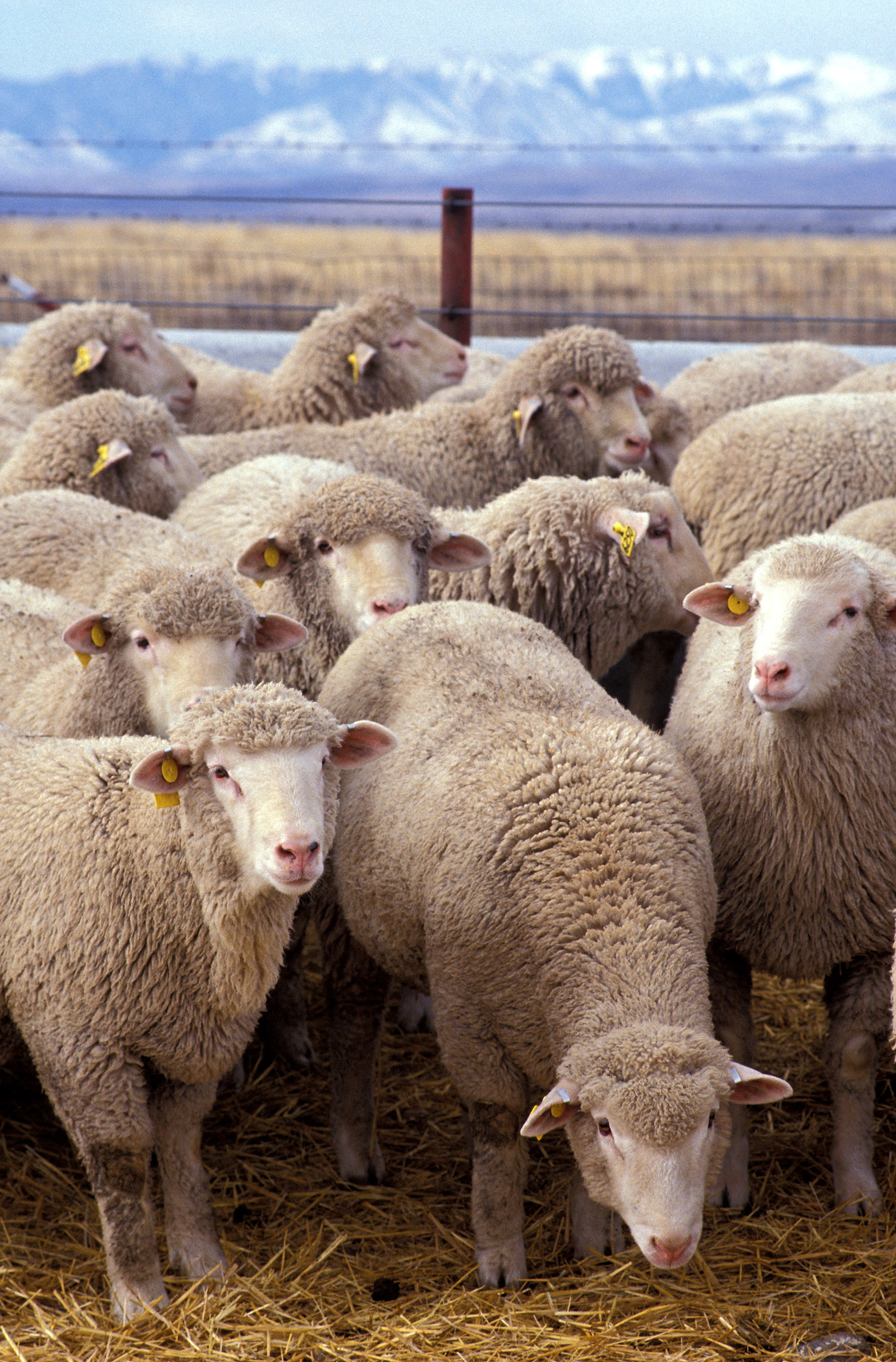
Pecore da allevamento

Gli animali in cattività, e in modo particolare quelli non addomesticati, possono sviluppare comportamenti anormali dovuti allo stress e la mancanza di stimoli.
Le bestie in cattività possono infatti sviluppare la tendenza a ripetere col tempo una serie di comportamenti motori ripetitivi e apparentemente senza scopo. A causa di tali fenomeni, che vengono detti "comportamenti stereotipati", gli animali possono soffrire di agitazione psicomotoria o autolesionismo, tendono a camminare su stessi tracciando la striscia del loro percorso sul terreno, oppure prendersi eccessivamente cura di sé stessi.

### Autolesionismo
Gli animali in cattività che si feriscono da soli tendono a mordersi, graffiarsi, strapparsi il pelo, e si mettono le dita negli occhi. Sebbene l'incidenza di tali comportamenti sia bassa, l'autolesionismo tra gli animali in gabbia avviene tra molte diverse specie di primati, specialmente tra quelli che sperimentano l'isolamento sociale durante l'infanzia. Quando si mordono, gli animali si feriscono alle braccia, alle mani, alle gambe, alle spalle o ai genitali, e ciò avviene di fronte a uno spettatore conspecifico o un'immagine riflessa.
Le cause prossimali del comportamento autolesionistico sono state spesso studiate tra i primati in cattività. I fattori sociali o non possono innescare questo tipo di comportamento. Quando sono sociali, i fattori possono essere inerenti ai cambiamenti nella composizione del gruppo, lo stress, la separazione dal gruppo di origine, degli approcci negativi o talvolta aggressioni da parte di altri membri di un gruppo di esseri conspecifici, la presenza di individui maschi conspecifici nelle vicinanze, la separazione dalle femmine, e isolamento dal gruppo. L'allontanamento dal proprio habitat e l'interruzione delle prime esperienze di allevamento materno, sono fattori che contribuiscono in modo particolare a dare origine a fenomeni di autolesionismo. Stando ad alcuni studi, la percentuale di macachi rhesus che sono allevati dalla madre, hanno meno probabilità di ferirsi da soli rispetto a quelli allevati in un vivaio. Quando i fattori non sono sociali, i primati possono farsi del male a causa delle ferite che hanno sul corpo, o del contatto umano e i frequenti visitatori degli zoo. Secondo quanto riporta un altro studio scientifico, l'affluenza di turisti in uno zoo è direttamente proporzionale al numero di gorilla che colpiscono la testa sulle sbarre delle loro gabbie. L'impossibilità di sfuggire al pubblico osservante, può infatti degenerare in situazioni stressanti che rendono gli animali più inclini a farsi del male.

### Misure di prevenzione
Per prevenire tali comportamenti, si è tentato più volte di applicare delle misure di arricchimento ambientale negli zoo.
Gli studi suggeriscono che molti comportamenti anormali degli animali in cattività, tra cui l'autolesionismo, possono essere curati con successo facendo coabitare nella stessa gabbia due animali della stessa specie e dello stesso sesso. Dal momento che sono animali sociali, questo metodo risulta particolarmente efficace con i primati. La convivenza di due animali identici incoraggia l'interazione sociale, riducendo così i comportamenti anormali legati all'ansia negli animali in cattività, e favorisce la loro locomozione.